# シンプロントンネル

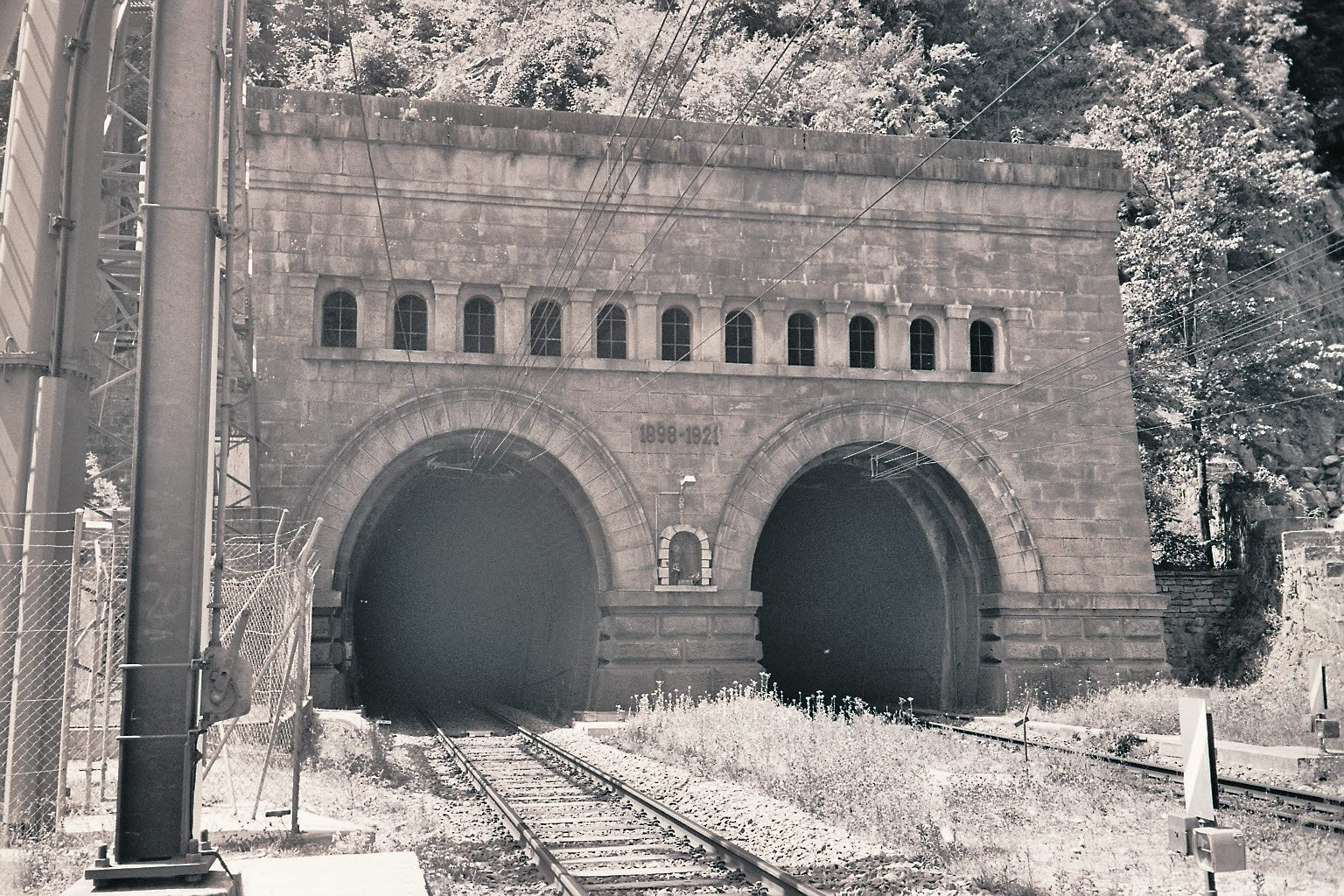
シンプロントンネルイタリア側入口

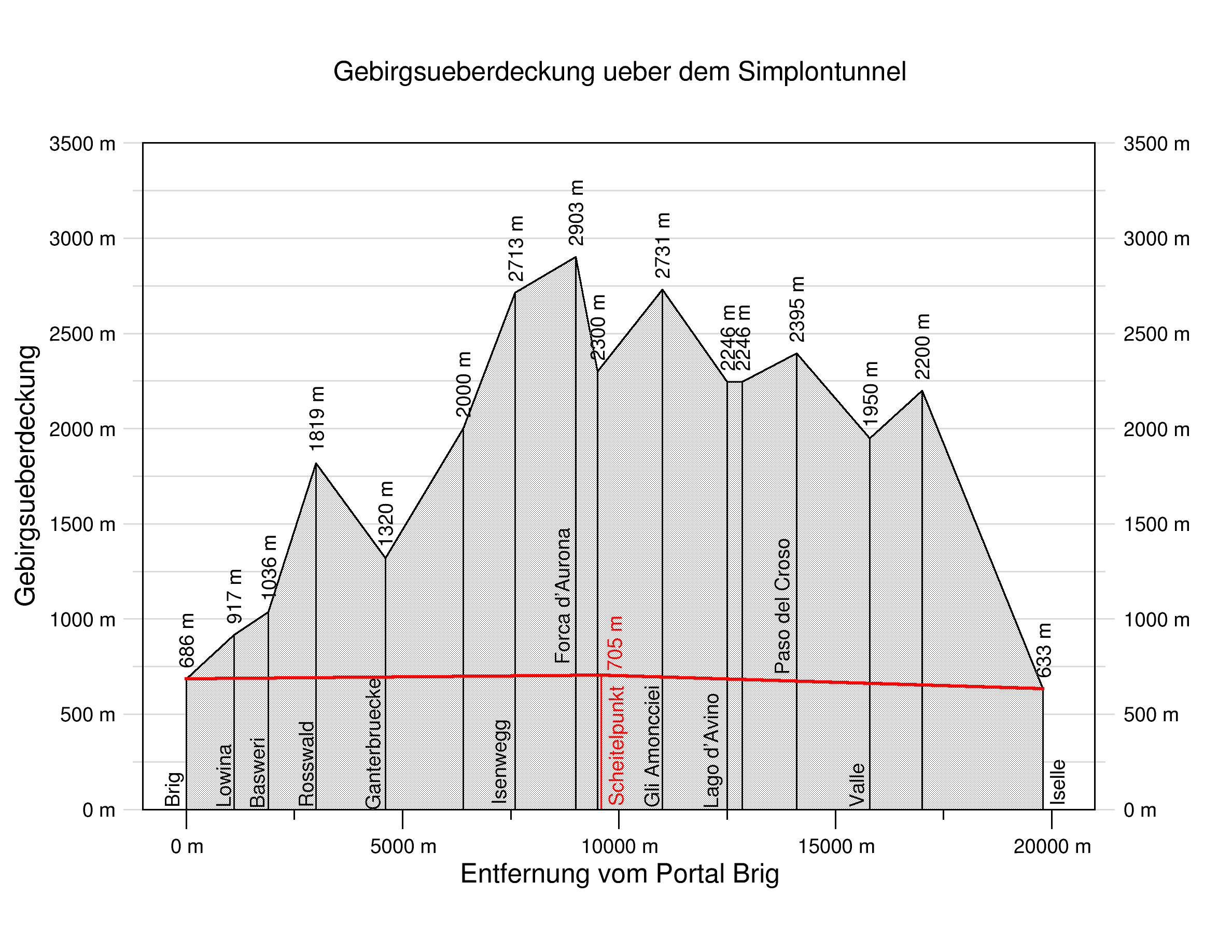
トンネルの断面図

シンプロントンネル（イタリア語: Traforo del Sempione、ドイツ語: Simplontunnel）は、アルプス山脈を貫いてスイスのブリークとイタリアのドモドッソラを結ぶ鉄道トンネルである。ただし、比較的直線的な経路のためにシンプロン峠の直下を通ってはいない。ほぼ20年違う時期に建設された2本の単線トンネルで構成されている。1982年に大清水トンネルが開通するまでの76年間、世界最長の鉄道トンネルであった。
シンプロントンネルの最初の単線トンネルには1898年に着工された。イタリア王ヴィットーリオ・エマヌエーレ3世とスイス連邦大統領ルートヴィヒ・フォーラーにより、1906年5月10日にブリークにおいてトンネルが開通した。建設を行ったのはヘルマン・ヘウストラー (Hermann Häustler) とフーゴー・フォン・カーガー (Hugo von Kager) で、トンネルは19,803 mの長さであった。2本目のトンネルは1912年に着工され、1921年に開通した。こちらの全長は19,824 mである。

## 基本データ
- 第1トンネル全長: 19,803 m
- 第2トンネル全長: 19,823 m
- 北側入口標高: 685.80 m
- 最高点標高: 704.98 m
- 南側入口標高: 633.48 m
- 北側勾配: 2パーミル
- 南側勾配: 7パーミル
- 北口建設開始: 1898年11月22日
- 南口建設開始: 1898年12月21日
- 貫通: 1905年2月24日
- 開通: 1906年5月19日
- 電気運転開始: 1906年6月1日

## 歴史
スイスで最初の鉄道が開通して間もなく、スイスの各地方はそれぞれアルプス山脈を通してイタリアと南北に結ぶ異なる路線を求めるようになった。スイス東部ではシュプリューゲン峠かルクマニア峠を通る路線を支持し、スイス中央部やチューリッヒはゴッタルド峠を通る路線を支持し、スイス西部はシンプロン峠を通る路線を支持していた。
1871年にアルプス山脈を貫通する最初の鉄道路線が完成した。イタリアとフランスを結ぶフレジュス鉄道トンネルである。
1878年7月1日にシンプロン鉄道会社 (Compagnie du chemin de fer du Simplon) が計画推進のために設立された。1881年に西部スイス鉄道 (Chemins de Fer de la Suisse Occidentale) と合併して西部スイス-シンプロン会社となった。西部スイス-シンプロン会社のフランス人投資家はトンネルに対する出資を1886年に獲得した。会社は31の提案を検討し、グリスとゴンドを結ぶ、完全にスイス領内となるトンネルの建設を含む提案を選択した。ゴンドからは勾配路線によりディベドロの谷を下ってドモドッソラへと至る計画であった。
しかし1889年7月に開かれたスイスとイタリアの会議において、両国の領土を結んでほぼ20 kmにもおよぶトンネルを建設することが合意された。トンネルの建設資金を確保するため、西部スイス-シンプロン会社はジュラ-ベルン-ルツェルン鉄道と合併してジュラ-シンプロン鉄道が発足した。
スイス政府が参加したことにより、シンプロントンネルを通じてブリークからドモドッソラまでのジュラ-シンプロン鉄道の建設と運行に関するイタリアとの条約が1895年11月25日に締結された。トンネルの経路は軍事的な検討から決定され、両国の国境はトンネルの中間付近に来るように設定され、戦時にはどちらの国もトンネルを閉鎖できるようにされた。
1903年5月1日、ジュラ-シンプロン鉄道は国有化され、スイス連邦鉄道（スイス国鉄）の一部となり、スイス国鉄がトンネルを完成させた。

### 建設
トンネルの建設は、カール・ブランダウおよびアルフレート・ブラントが率いるハンブルクの建設会社、ブラント・ウント・ブランダウによって行われた。建設現場では平均すると1日3,000人の労働者が働いていた。多くはイタリア人の労働者で、とても酷い労働条件に苦しめられていた。67人が事故で亡くなり、他にも多くが病気で亡くなっている。建設中には何度かストライキが発生し、自警団やスイス軍が介入することになった。
トンネルの土被りは2,135 mにも上り、温度は摂氏42度に達すると予想されたことから、新しい工法が開発された。単線の本坑の他に、17 m離れた位置に並行してトンネルが掘られ、200 mおきに本坑と連絡路で結ばれており、そこからパイプで本坑の労働者のところに新鮮な空気が供給されるようになっていた。いずれ必要になれば、この並行トンネルは2本目の本坑に拡張するように構想されていた。トンネル内での列車交換を可能にするため、トンネル中間に500 mの長さの並行トンネルが掘られ、列車交換のための信号場として運用された。
最初のシンプロントンネル、全長19,803 mは両側の坑口付近にわずかに短い曲線があるものの、ほとんど直線で建設された。
1905年2月24日、両側から建設が進められてきたトンネルが貫通した。トンネルのずれは水平方向に202 mm、垂直方向に87 mmであった。水が流れ込んだりストライキが発生したりといった問題から、建設には5年半の予定が遅れて、7年半を要した。

### 電化と運行

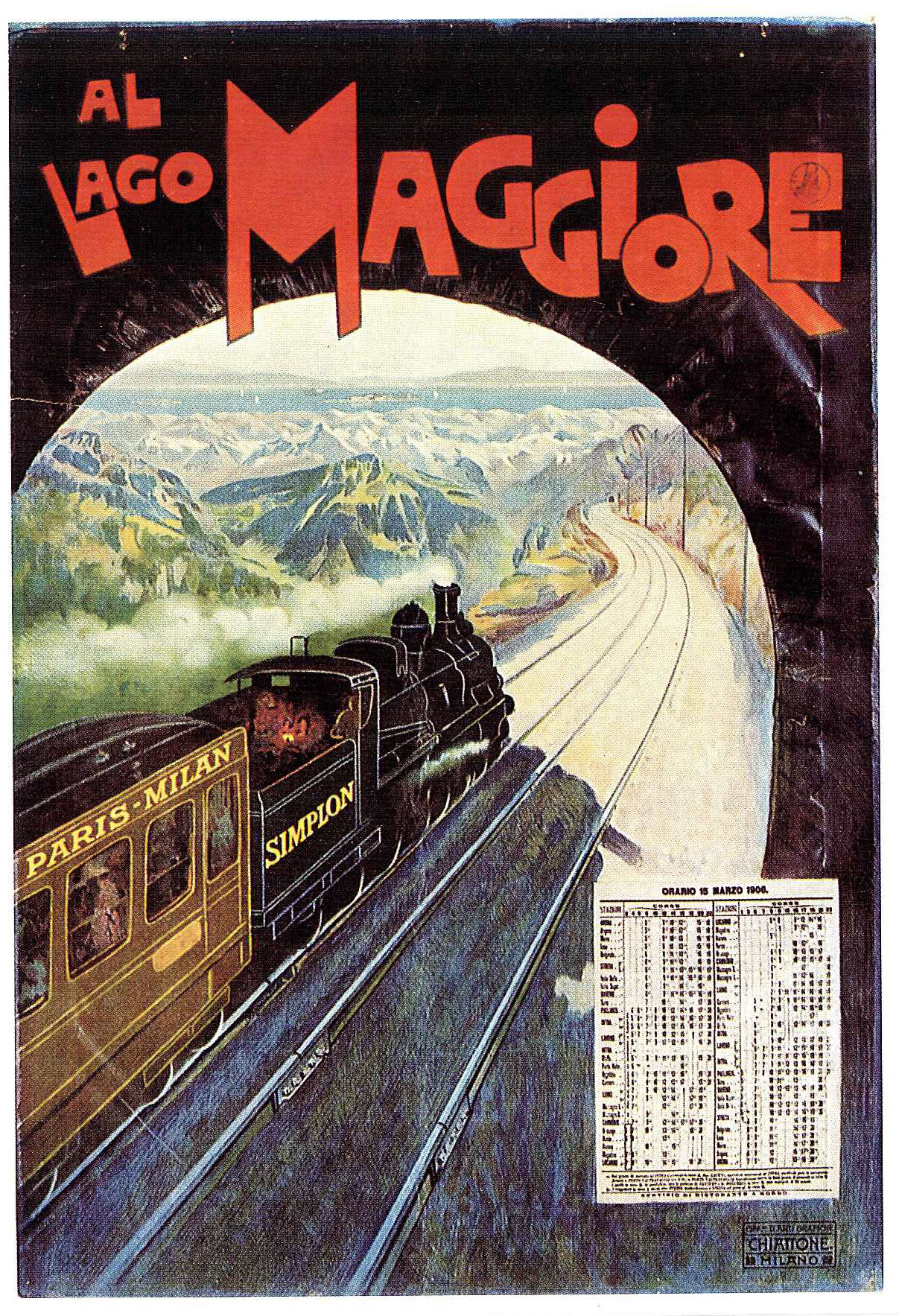
1908年のトンネル開通直後の、パリとミラノを結ぶ列車のポスター

トンネルを通じた列車の運行は、1906年5月19日に開始された。その長さのために、当初から蒸気機関車ではなく電気による運転が行われた。電気運転を行うという公式な決定は、トンネルの開通するわずか半年前に、発足したばかりであったスイス国鉄によって下された。電化の作業はブラウン・ボベリに発注された。同社は1904年に、当時イタリアで導入されつつあった三相交流で3,400 ボルト 15.8 Hzの電力を、2本の架線と、レールを第3の導体として利用する仕組みで供給するという電化方式の採用を決めた。ブラウン・ボベリは電気機関車を所有しておらず、当初はイタリアにおいて、1901年から1902年にかけてこの方式で電化されたコーリコ - キアヴェンナ - ティラーノ間の路線を所有していたアルタ・ヴァルテッリーナ鉄道のRA361 - 363号機関車3両をその親会社、レーテ・アドリアティカ鉄道から購入した。これらの3両の機関車が1908年までの間、トンネルを通過するすべての列車の牽引を行った。1930年3月2日にシンプロントンネルは単相交流15 kV 16.7 Hz方式に転換された。

### 複線化
1912年から1921年にかけて、第2シンプロントンネルとしても知られる全長19,823 mの2本目のトンネルが掘削された。1922年1月7日に北側の入口からトンネル中間にある500 m長の待避線までの区間が開通し、続いて10月16日に南側の入口からこの待避線までの区間が開通した。

### 第二次世界大戦
第二次世界大戦中には、国境のどちら側においてもトンネルの爆破に備えた準備が行われた。イタリアでは、1945年に撤退するドイツ軍がトンネルを爆破する計画をしていたが、スイス側の担当者2人とオーストリアの脱走兵の支援を受けたイタリアのパルチザンがこれを阻止した。

## 現状と今後

### 自動車輸送のシャトル列車
ブリークとイゼッレ・ディ・トラスクエーラの間では、シンプロン峠を経由して車を運転する代わりとして、自動車輸送のシャトル列車（カートレイン）が所要20分で運転されている。この運行は1959年12月1日に開始された。1970年代から1980年代にかけて、シンプロン峠を越える道路は着実に改良されてきたため、このシャトル列車の運行本数は削減され、1993年1月3日に廃止となった。それからほぼ12年後の2004年12月12日に運行が再開され、90分おきに運転している。

### ピギーバック輸送
1990年代初頭、レッチュベルクトンネルとシンプロントンネルを通ってアルプス山脈を横断するピギーバック輸送のシステムを導入するプロジェクトが開始された。こうした輸送はシンプロントンネルの既存の断面大きさでも可能であったが、その輸送能力は厳しく制限を受けることになった。4 mの高さを持つ通常のトラックを輸送するにはトンネルの高さが低すぎたのである。このため、線路を低くすることでトンネルの許容高さが改良された。このトンネルの線路掘り下げ工事は1995年に開始されて8年かかった。同時にトンネルの頂部が改修され、排水トンネルは造りなおされた。空圧削岩機により20万立方メートルの岩石が除去された。
これに加えて、必要とされる許容高さ4.9 mを達成するために、通常の架空電車線方式で用いられている架線から剛体架線への更新が行われた。1980年代末に、全長1 kmの剛体架線で160 km/h運転をする実験が行われた。この実験の前は、剛体架線区間ではスイスにおいて110 km/h、国際列車では80 km/hに制限されていた。
この改修期間中、列車の運行には制限が行われていた。

### トンネルアクセスルートの改良
レッチュベルク - シンプロンルートの輸送能力を強化するため、北側ではベルンからローザンヌ、南側ではノヴァーラからミラノなどの範囲でアクセスルートに様々な改良がおこなわれた。最大規模の改良工事は、バーゼル - ベルン間の路線からレッチュベルクトンネルを経由する北側のアクセスルートに対して行われた。1976年から2007年までの間に3つの大きな改良がおこなわれた。第1は、シュピーツとブリークの間に残されていた単線区間が複線化された。さらにトンネル断面をピギーバック輸送に合わせて改良したが、場合によっては限界拡大は複線のうちの一方のみに留められた。最後に2007年にレッチュベルクベーストンネルが開通した。ただし建設費用を抑えるためにこのトンネルの一部は単線のままである。
イタリア側でもピギーバック輸送に合わせて限界の拡大が行われた。こちらでも経済的な理由で、しばしば複線のうち一方の路線のみがピギーバック輸送対応とされた。ドモドッソラの南側では、オルタ湖を経由してノヴァーラまでの単線が電化され近代化された。
現代の通過交通にとってはそれほど重要ではなくなった、パリやローザンヌからシンプロントンネルへの在来からのアプローチ路線は、1985年から2004年にかけてスイス全土に渡る鉄道改良計画であるバーン2000計画に合わせて改良がおこなわれた。さらなる改良が提案されている。2004年11月には、ルート上に最後に残された単線区間を置き換える、ローヌ川の谷のザルゲッシュからロイクまでの7 kmの新線が開通した。「鉄道の将来建設計画」(ZEB) では、このローヌ河谷における長い直線区間で最高速度を160 km/hから200 km/hに向上させることになっている。

### 2011年の火災事故
2011年6月9日早朝、イタリア発ドイツ行の貨物列車から出火し、第2トンネルのイタリア側坑口から約3 km入ったところで停車した。運転士は無事脱出し人的損害はなかったが、鎮火までに12時間を要し、内壁が焼けただれた。6月11日から第1トンネルを利用した単線で運転を再開し、6月20日からはブリーク駅からシンプロントンネル内信号場までは複線、そこからイゼッレ駅までは第1トンネルのみの単線運転で運行されていた。スイス国鉄は7月27日、予想より被害が大きいため暫定ダイヤを2011年12月11日の次期ダイヤ改正まで続け、それ以降もトンネル老朽化に対する修繕工事を続けるため2014年まで合わせて3年半、間引き運転を続けると発表した。このうち、トンネル復旧は1200万スイス・フランを掛けて11月18日に完了したが、さらに老朽修繕に1億5000万スイス・フランの経費が見積もられている。

## 登場する作品
- カーズ2　2011年公開されたアニメ映画。第２試合のイタリアに移動する途中に登場する。単線のトンネルとして描かれており、抗口の両側に円形の飾りがあるため、実在するものとは異なるが、最初のトンネルが着工した年と2本目のトンネルが開通した年が表記されていることからこのトンネルそのものである。